# Eryk Jachimowicz
Eryk Mikałajewicz Jachimowicz (biał. Эрык Мікалаевіч Яхiмовiч, ur. 6 września 1968 w Mińsku) – piłkarz białoruski grający na pozycji obrońcy. W swojej karierze rozegrał 34 mecze w reprezentacji Białorusi.

## Kariera klubowa
Karierę piłkarską Jachimowicz rozpoczął w klubie Dynama Mińsk. W 1989 roku zadebiutował w jego barwach w radzieckiej Wysszej Lidze, a w 1990 roku stał się podstawowym zawodnikiem tego zespołu. W Dynamie grał również w nowo powstałej w 1992 roku białoruskiej lidze. W 1992 i 1993 roku wywalczył z Dynamem mistrzostwo Białorusi. W 1992 roku zdobył też Puchar Białorusi.
W 1994 roku Jachimowicz przeszedł do rosyjskiego Dinama Moskwa i w pierwszym sezonie gry w tym klubie wywalczył wicemistrzostwo Rosji. W 1995 roku zdobył z Dinamem Puchar Rosji. Na przełomie 1997/1998 grał w tureckim Vansporze, do którego był wypożyczony. W latach 1998–2000 ponownie grał w Dinamie.
Latem 2000 roku Jachimowicz został zawodnikiem Gaziantepsporu. Występował w nim przez dwa lata. W 2002 roku wyjechał do Chin i przez sezon grał w Shandong Luneng. W klubie tym zakończył swoją karierę.
| Sezon   | Klub            | Kraj     | Rozgrywki        | Mecze | Bramki |
| ------- | --------------- | -------- | ---------------- | ----- | ------ |
| 1989    | Dynama Mińsk    | ZSRR     | Wysszaja Liga    | 5     | 0      |
| 1990    | Dynama Mińsk    | ZSRR     | Wysszaja Liga    | 18    | 0      |
| 1991    | Dynama Mińsk    | ZSRR     | Wysszaja Liga    | 29    | 2      |
| 1992    | Dynama Mińsk    | Białoruś | Wyszejszaja liha | 19    | 3      |
| 1993    | Dynama Mińsk    | Białoruś | Wyszejszaja liha | 21    | 1      |
| 1994    | Dinamo Moskwa   | Rosja    | Priemjer-Liga    | 15    | 0      |
| 1995    | Dinamo Moskwa   | Rosja    | Priemjer-Liga    | 28    | 0      |
| 1996    | Dinamo Moskwa   | Rosja    | Priemjer-Liga    | 33    | 1      |
| 1997    | Dinamo Moskwa   | Rosja    | Priemjer-Liga    | 21    | 0      |
| 1997/98 | Vanspor         | Turcja   | Süper Lig        | 19    | 1      |
| 1998    | Dinamo Moskwa   | Rosja    | Priemjer-Liga    | 20    | 0      |
| 1999    | Dinamo Moskwa   | Rosja    | Priemjer-Liga    | 26    | 1      |
| 2000    | Dinamo Moskwa   | Rosja    | Priemjer-Liga    | 15    | 0      |
| 2000/01 | Gaziantepspor   | Turcja   | Süper Lig        | 19    | 0      |
| 2001/02 | Gaziantepspor   | Turcja   | Süper Lig        | 6     | 0      |
| 2002    | Shandong Luneng | Chiny    | Super League     | 14    | 1      |

## Kariera reprezentacyjna
W reprezentacji Białorusi Jachimowicz zadebiutował 27 stycznia 1993 w zremisowanym 1:1 towarzyskim meczu z Ekwadorem. W swojej karierze grał w eliminacjach do Euro 96, MŚ 1998, Euro 2000 i MŚ 2002. Od 1993 do 2001 roku rozegrał w kadrze narodowej 34 mecze.